# Вестман, Карл Густав
Карл Густав Вестман швед. Karl Gustaf Westman; 18 августа 1876, Гётеборг — 24 января 1944, Стокгольм) — шведский политический и государственный деятель, дипломат. Министр образования, культуры и по делам религий Швеции (1914—1917). Министр иностранных дел Швеции (19 июня 1936 — 28 сентября 1936). Министр юстиции (1936—1943), историк, педагог, профессор истории права Уппсальского университета. Доктор наук.

## Биография
Сын почтмейстера. Окончил Уппсальский университет. В 1905 году получил докторскую степень.
Профессор, с 1910 по 1941 год читал лекции по истории права на юридическом факультете Уппсальского университета. Член шведской Партии Центра, основанной в 1913 году.
Подвергался критике за поддержку прогерманской политики во время Второй мировой войны.
Похоронен на Старом кладбище Уппсалы.